# Чемпіонат Львівської області з футболу
Прем'єр-ліга Львівської області з футболу — обласні футбольні змагання серед аматорських команд Львівщини. До 2008 року — Чемпіонат Львівської області з футболу. Проходять під егідою Львівської асоціації футболу.
Попередники — чемпіонати Галичини (1912—1914), турніри Львівського окружного союзу футболу (1920—1939), Першеньство першунів УЦК (1942—1944) та Чемпіонати Дрогобицької області (1945—1958).
Змагання відбуваються за системою весна-осінь. Станом на 2025 рік чемпіонат складається з 4 дивізіонів:
- Прем'єр-ліга
- Перша ліга
- Друга ліга
- Третя ліга (4 регіональні групи)

## Історія
Перша спроба провести чемпіонат Львова відбулась ще 1907 року, коли Львів як і вся Галичина входив до складу Австро-Угорської імперії. Змагання організувало ТЗР — Товариство Забав Рухливих(Товариство фізичних ігор) (пол. Towarzystwo Zabaw Ruchowych). В турнірі взяли участь два найкращі клуби того часу, по три команди від кожного. Від «Поґоні» — Поґонь I, Поґонь II та Поґонь III, а від «Чарних» — Чарні, Лауда та Юніор. Змагання проходили в одне коло, після чого дві найкращі команди у фіналі мали розіграти звання чемпіона. Але змагання закінчились скандалом. Поґонь I програла Поґоні II з неймовірним рахунком — 9:28. Таким чином у фінал виходили дві команди «Поґоні», а «Чарні» залишались ні з чим. Але організатори дискваліфікували «Поґонь» на три місяці, переможцем оголосили «Чарні». Восени того ж року пройшов другий турнір ТЗР, в якому взяли участь два клуби по дві команди від кожного. Знову змагання закінчились скандалом. У матчі Поґонь II — Чарні I, вважаючи що м'яч в їхні ворота забитий з порушенням правил, гравці Поґоні II припинили матч. І знову організатори переможцем визнали «Чарні». Як наслідок — «Поґонь» розірвала відносини як із ТЗР, так і з «Чарні».

### Польський футбол у складі Австро-Угорської імперії
25 червня 1911 року вперше в Галичині було створено футбольну федерацію, яка називалась СПФ — Союз польського футболу (пол. Związek Polski Piłki Nożnej), у німецькому варіанті НФАдП — Німецька Футбольна Асоціація для Поляк (нім. Deutscher Fußball-Verband für Polen). У 1911 році Австрійський футбольний союз (нім. Österreichischer Fußball-Bund (ÖFB)) мав федеральну структуру, і новостворений Галицький союз футболу став одним з п'яти (поряд з чеським, моравсько-сілезьким, нижньоавстрійським і альпійським) членів АФС. 1912 року відбулась перша спроба провести чемпіонат Галичини, але його результати було анульовано, оскільки не всі клуби змогли договоритись про час та місце проведення кваліфікаційних матчів, через що в установлені терміни матчі не відбулися. І тільки 1913 року вдалось провести Перший чемпіонат Галичини, в якому мали взяти участь 4 клуби в «I класі», по два найкращих від Львова і Кракова — найбільших міст Галичини: «Поґонь» (Львів), «Чарні» (Львів), «Вісла» (Краків) і «Краковія» (Краків). Але «Чарні» в чемпіонаті участі не узяли, оскільки Австрійський футбольний союз дискваліфікував їх за участь в матчі з празькою «Спартою», яка на той час перебувала в стані «війни» з АФС. Перемогла «Краковія», а львівська «Поґонь» посіла останнє 3-тє місце, не зумівши нічого протиставити краківським клубам. 1914 року до учасників долучилися «Чарні». Спільними зусиллями львівські футболісти відтіснили «Віслу» на 4-ту сходинку, але чемпіонат завершити не вдалось через початок Першої світової війни. На час початку війни лідирувала краківська «Краковія».

### Під владою Польщі
1920 року, уже в незалежній Польщі, 7 футбольних клубів заснували Львівський окружний футбольний союз (ЛОФС, пол. Lwowski Okręgowy Związek Piłki Nożnej) як складову частину Польського футбольного союзу (пол. Polski Związek Piłki Nożnej). На час створення ЛОФС у склад Львівського округу входили Львівське, Станиславівське та Тернопільське воєводства. ЛОФС планував провести перший чемпіонат округу у двох класах. Однак до початку радянсько-польської війни в Класі «А» відбулися лише два поєдинки.
Тодішній територіальний поділ зумовив широке представництво клубів у львівських окружних змаганнях. У турнірах грали команди з етнічних українських теренів, колишнього Львівського воєводства, які нині входять до складу Польщі (Перемишль, Ряшів, Ярослав), клуби з міст Львівщини (Львів, Дрогобич, Борислав), Станиславівщини — Стрий (нині у складі Львівської області, а до вересня 1939 року — Станиславівського воєводства), та Тернопілля — Золочів (нині — Львівська область, до вересня 1939 року Тернопільське воєводство). Після здобуття станиславівською «Реверою» чемпіонського титулу 1931 року, у Станиславові стали подумувати про проведення власного чемпіонату, який вперше пройшов у 1934 році. Відповідно всі клуби Станиславівщини мали вийти із ЛОФС і стати членами Станиславівського окружного футбольного союзу. Однак стрийська «Поґонь» не бажали «бути першими на селі» категорично відмовились, залишаючись таким чином поза всякими офіційними змаганнями.
Тим часом 1934 року замість Класу «А» ЛОСФ — створено «Окружну лігу», що сприяло наведенню більшого порядку у львівському футболі, підняло загальний рівень гри, а відтак збільшило зацікавлення турніром з боку вболівальників. А з 1936 року Львівська окружна ліга перейшла на систему «осінь-весна».

### У складі Радянського Союзу
З приходом радянської влади у 1939 році всі колишні клуби було заборонено як «буржуазні» та «націоналістичні», натомість у німецький час їхню діяльність відновлено та проведено кілька чемпіонатів Галичини під патронатом УЦК, у яких взяли участь клуби Львівщини, Станіславщини та Надсяння.
Після Другої світової війни частина західноукраїнських земель, приєднаних до СРСР 1939 року, було повернуто Польщі згідно з умовами Ялтинської конференції. 15 лютого 1951 року черговий обмін територіями між СРСР та Польщею, до Польщі відійшов Нижньо-Устріцький район, а від Польщі до складу Львівської області повернено сучасний Червоноград, Белз, Угнів та деякі інші населені пункти. І тільки 21 травня 1959 року після приєднання Дрогобицької області — Львівська область отримала сучасні межі.
В цей час турніри відбувалися за системою «весна-осінь». У чемпіонаті області брали участь колективи фізичної культури (КФК), що представляли підприємства, навчальні заклади та добровільні спортивні товариства.

### У незалежній Україні
У 1992 році, впроваджено систему «осінь-весна», але з 1999 року обласні змагання повернулися до календаря «весна-осінь». До 1999 року чемпіон Львівської області визначався у клубному заліку, як сумарний результат дорослих та юнацьких складів.
У 2008 році за ініціативи Ярослава Грися створено Прем'єр-лігу Львівської області, що дало змогу розділити команди не лише за спортивними, а й матеріально-технічними показниками. Що послужило підвищенню рівня обласного чемпіонату.

## Усі переможці
| Сезон        | Чемпіон | 2 місце | 3 місце |
| 1912         | Турнір не завершено, результати анульовано.                                                                      | Турнір не завершено, результати анульовано.                                                                      | Турнір не завершено, результати анульовано.                                                                      |
| 1913         | «Краковія» (Краків)                                                                                              | «Вісла» (Краків)                                                                                                 | «Погонь» (Львів)                                                                                                 |
| 1914         | розіграш не завершений. На момент припинення змагань лідирувала «Краковія» (Краків)                              | розіграш не завершений. На момент припинення змагань лідирувала «Краковія» (Краків)                              | розіграш не завершений. На момент припинення змагань лідирувала «Краковія» (Краків)                              |
| 1920         | розіграш не завершений. На момент припинення змагань лідирували «Чарні» (Львів) і «Погонь» (Львів)               | розіграш не завершений. На момент припинення змагань лідирували «Чарні» (Львів) і «Погонь» (Львів)               | розіграш не завершений. На момент припинення змагань лідирували «Чарні» (Львів) і «Погонь» (Львів)               |
| 1921         | «Погонь» (Львів)                                                                                                 | «Чарні» (Львів)                                                                                                  | — |
| 1922         | «Погонь» (Львів)                                                                                                 | «Чарні» (Львів)                                                                                                  | «Лехія» (Львів)                                                                                                  |
| 1923         | «Погонь» (Львів)                                                                                                 | «Чарні» (Львів)                                                                                                  | «Полонія» (Перемишль)                                                                                            |
| 1924         | «Погонь» (Львів)                                                                                                 | «Чарні» (Львів)                                                                                                  | «Гасмонея» (Львів)                                                                                               |
| 1925         | «Погонь» (Львів)                                                                                                 | | |
| 1926         | «Погонь» (Львів)                                                                                                 | «Чарні» (Львів)                                                                                                  | «Гасмонея» (Львів)                                                                                               |
| 1927         | ВКС 6-й Львівський авіаполк                                                                                      | «Лехія» (Львів)                                                                                                  | «Яніна» Золочів                                                                                                  |
| 1928         | «Полонія» (Перемишль)                                                                                            | «Ревера» (Станиславів)                                                                                           | |
| 1929         | «Лехія» (Львів)                                                                                                  | «Полонія» (Перемишль)                                                                                            | |
| 1930         | «Лехія» (Львів)                                                                                                  | «Полонія» (Перемишль)                                                                                            | «Погонь-2» (Львів)                                                                                               |
| 1931         | «Полонія» (Перемишль)                                                                                            | «Погонь-1б» (Львів)                                                                                              | «Ревера» (Станиславів)                                                                                           |
| 1932         | «Ревера» (Станиславів)                                                                                           | «II Сокіл» (Львів)                                                                                               | «Україна» (Львів)                                                                                                |
| 1933         | «Полонія» (Перемишль)                                                                                            | «Лехія» (Львів)                                                                                                  | «Ресовія» (Ряшів)                                                                                                |
| 1934         | «Чарні» (Львів)                                                                                                  | «Ресовія» (Ряшів)                                                                                                | «Полонія» (Перемишль)                                                                                            |
| 1935         | «Чарні» (Львів)                                                                                                  | «Погонь» (Стрий)                                                                                                 | «Гасмонея» (Львів)                                                                                               |
| 1936         | «Полонія» (Перемишль)                                                                                            | «Чувай» (Перемишль)                                                                                              | |
| 1936/37      | «Ресовія» (Ряшів)                                                                                                | «Україна» (Львів)                                                                                                | «Оґніско» (Ярослав)                                                                                              |
| 1937/38      | «Чарні» (Львів)                                                                                                  | «Україна» (Львів)                                                                                                | «Полонія» (Перемишль)                                                                                            |
| 1938/39      | «Юнак» (Дрогобич)                                                                                                | «Україна» (Львів)                                                                                                | «Чарні» (Львів)                                                                                                  |
| 1940         | Перемишляни або Винники                                                                                          | | |
| 1942         | «Україна» (Львів)                                                                                                | | |
| 1943         | «Скала» (Стрий)                                                                                                  | «Україна» (Львів)                                                                                                | «Сян» (Перемишль)                                                                                                |
| 1944         | Розіграш не завершений, зіграно максимум чотири тури. На момент припинення змагань лідирувала «Ватра» (Дрогобич) | Розіграш не завершений, зіграно максимум чотири тури. На момент припинення змагань лідирувала «Ватра» (Дрогобич) | Розіграш не завершений, зіграно максимум чотири тури. На момент припинення змагань лідирувала «Ватра» (Дрогобич) |
| 1945         | Бібрський район                                                                                                  | | |
| 1948         | «Спартак» (Яворів)                                                                                               | | |
| 1949         | «Харчовик» (Винники)                                                                                             | | |
| 1950         | ОБО/СКА(Львів)                                                                                                   | | |
| 1951         | «Колгоспник» (Бібрка)                                                                                            | «Динамо» (Яворів)                                                                                                | «Іскра» (Золочів)                                                                                                |
| 1952         | «Іскра» (Золочів)                                                                                                | «Колгоспник» (Бібрка) (?)                                                                                        | «Червоний прапор» (Городок) і «Колгоспник» (Новий Яричів) (?)                                                    |
| 1953         | «Динамо» (Львів)                                                                                                 | «Іскра» (Золочів)                                                                                                | «Харчовик» (Винники)                                                                                             |
| 1954         | «Колгоспник» (Бібрка)                                                                                            | «Іскра» (Золочів) (?)                                                                                            | |
| 1955         | «Буревісник» (Золочів)                                                                                           | «Червоний прапор» (Городок)                                                                                      | «Колгоспник» (Брюховичі) або «Труд» (Рудно)                                                                      |
| 1956         | «Буревісник» (Золочів) (?)                                                                                       | «Спартак» (Яворів) (?)                                                                                           | «Шахтар» (Сокаль)                                                                                                |
| 1957 (весна) | «Червоний прапор» (Городок) або «Спартак» (Яворів)                                                               | | |
| 1957 (осінь) | «Червоний прапор» (Городок)                                                                                      | «Спартак» (Перемишляни)                                                                                          | |
| 1958         | «Авангард» (Нестеров)                                                                                            | «Спартак» (Яворів)                                                                                               | «Авангард» (Городок)                                                                                             |
| 1959         | «Спартак» (Дрогобич)                                                                                             | «Шахтар» (Сокаль)                                                                                                | «Буревісник» (Львів)                                                                                             |
| 1960         | «Авангард» (Винники)                                                                                             | «Шахтар» (Червоноград)                                                                                           | «Авангард» (Стрий)                                                                                               |
| 1961         | «Сільмаш» (Львів)                                                                                                | «Локомотив» (Стрий)                                                                                              | «Спартак» (Самбір)                                                                                               |
| 1962         | «Сільмаш» (Львів)                                                                                                | «Локомотив» (Стрий)                                                                                              | |
| 1963         | ЛВВПУ/СКА-2 (Львів)                                                                                              | «Локомотив» (Стрий)                                                                                              | «Промінь» (Львів)                                                                                                |
| 1964         | «Промінь» (Львів)                                                                                                | | |
| 1965         | «Хімік» (Новий Розділ)                                                                                           | | |
| 1966         | «Сокіл» (Львів)                                                                                                  | | |
| 1967         | «Шахтар» (Червоноград)                                                                                           | | |
| 1968         | «Хімік» (Новий Розділ)                                                                                           | | |
| 1969         | «Хімік» (Новий Розділ)                                                                                           | «Цементник» (Миколаїв)                                                                                           | «Авангард» (Дрогобич)                                                                                            |
| 1970         | «Сокіл» (Львів)                                                                                                  | «Хімік» (Новий Розділ)                                                                                           | |
| 1971         | «Сокіл» (Львів)                                                                                                  | | |
| 1972         | «Авангард» Стрий                                                                                                 | | |
| 1973         | «Сокіл» (Львів)                                                                                                  | | |
| 1974         | СКА (Львів) | «Сокіл» (Львів)                                                                                                  | «Цукровик» (Ходорів)                                                                                             |
| 1975         | СКА (Львів) | «Ватра» (Рудно)                                                                                                  | «Цукровик» (Ходорів)                                                                                             |
| 1976         | СКА (Львів) | «Сокіл» (Львів)                                                                                                  | «Ватра» (Рудно)                                                                                                  |
| 1977         | «Шахтар» (Червоноград)                                                                                           | | |
| 1978         | «Сокіл» (Львів)                                                                                                  | «Шахтар» (Червоноград)                                                                                           | не розігрувалося                                                                                                 |
| 1979         | «Шахтар» (Червоноград)                                                                                           | «Цементник» (Миколаїв)                                                                                           | «Хімік» (Новий Розділ)                                                                                           |
| 1980         | «Хімік» (Дрогобич)                                                                                               | «Зоря» (Керниця)                                                                                                 | «Шахтар» (Червоноград)                                                                                           |
| 1981         | «Хімік» (Дрогобич)                                                                                               | «Спартак» (Самбір)                                                                                               | «Цементник» (Миколаїв)                                                                                           |
| 1982         | «Автомобіліст» (Львів)                                                                                           | «Спартак» (Самбір)                                                                                               | |
| 1983         | «Цементник» (Миколаїв)                                                                                           | «Спартак» (Самбір)                                                                                               | «Хімік» (Сокаль)                                                                                                 |
| 1984         | «Спартак» (Самбір)                                                                                               | ЛВВПУ/СКА-2 (Львів)                                                                                              | «Хімік» (Сокаль)                                                                                                 |
| 1985         | ЛВВПУ/СКА-2 (Львів)                                                                                              | «Спартак» (Самбір)                                                                                               | «Цементник» (Миколаїв)                                                                                           |
| 1986         | «Цементник» (Миколаїв)                                                                                           | «Авангард» (Дрогобич)                                                                                            | «Авангард» (Добромиль)                                                                                           |
| 1987         | «Авангард» (Жидачів)                                                                                             | «Авангард» (Дрогобич)                                                                                            | «Спартак» (Самбір)                                                                                               |
| 1988         | «Спартак» (Самбір)                                                                                               | «Автомобіліст» (Львів)                                                                                           | «Карпати» (Кам'янка-Бузька)                                                                                      |
| 1989         | «Карпати» (Кам'янка-Бузька)                                                                                      | «Гірник» (Новояворівськ)                                                                                         | «Спартак» (Самбір)                                                                                               |
| 1990         | «Газовик» (Комарно)                                                                                              | «Колос» (Городок)                                                                                                | «Промінь» (Воля-Баранецька)                                                                                      |
| 1991         | «Гірник» (Новояворівське)                                                                                        | «Скала» (Стрий)                                                                                                  | «Авангард» (Жидачів)                                                                                             |
| 1992 (весна) | «Цементник» (Миколаїв)                                                                                           | | |
| 1992/93      | «Карпати» (Кам'янка-Бузька)                                                                                      | «Цементник» (Миколаїв)                                                                                           | «Гарай» (Жовква)                                                                                                 |
| 1993/94      | «Гарай» (Жовква)                                                                                                 | «Шахта № 8» (Соснівка)                                                                                           | «Цукровик» (Ходорів)                                                                                             |
| 1994/95      | «Явір» (Яворів)                                                                                                  | «Агросервіс» (Кам'янка-Бузька)                                                                                   | «Цементник» (Миколаїв)                                                                                           |
| 1995/96      | «Явір» (Яворів)                                                                                                  | «Богун» (Броди)                                                                                                  | |
| 1996/97      | «Явір» (Яворів)                                                                                                  | «Цементник-Хорда» (Миколаїв)                                                                                     | «Дністер» (Самбір)                                                                                               |
| 1997/98      | «Явір» (Яворів)                                                                                                  | «Карпати-Віктор» (Кам'янка-Бузька)                                                                               | «Дністер» (Самбір)                                                                                               |
| 1998/99      | СК «Трускавець»                                                                                                  | «Рочин» (Соснівка)                                                                                               | «Нафтовик» (Борислав)                                                                                            |
| 1999 (осінь) | «Нафтовик» (Борислав)                                                                                            | «Карпати» (Кам'янка-Бузька)                                                                                      | «Рочин» (Соснівка)                                                                                               |
| 2000         | «Рочин» (Соснівка)                                                                                               | «Сокіл» (Золочів)                                                                                                | СКА-«Орбіта» (Львів)                                                                                             |
| 2001         | «Рочин» (Соснівка)                                                                                               | «Карпати» (Трускавець)                                                                                           | ФСК «Яворів» |
| 2002         | «Рава» (Рава-Руська)                                                                                             | «Гарай» (Жовква)                                                                                                 | «Рочин» (Соснівка)                                                                                               |
| 2003         | «Рава-2» (Рава-Руська)                                                                                           | «Гарай» (Жовква)                                                                                                 | «Шахтар» (Червоноград)                                                                                           |
| 2004         | «Карпати» (Трускавець)                                                                                           | «Гарай» (Жовква)                                                                                                 | «Рава-2» (Рава-Руська)                                                                                           |
| 2005         | «Карпати» (Кам'янка-Бузька)                                                                                      | «Сокіл» (Суховоля)                                                                                               | «Шахтар» (Червоноград)                                                                                           |
| 2006         | «Шахтар» (Червоноград)                                                                                           | «Карпати» (Кам'янка-Бузька)                                                                                      | «Сокіл» (Суховоля)                                                                                               |
| 2007         | «Рава» (Рава-Руська)                                                                                             | «Галичина» (Львів)                                                                                               | «Сокіл» (Суховоля)                                                                                               |
| 2008         | «Рава» (Рава-Руська)                                                                                             | «Галичина» (Львів)                                                                                               | «Шахтар» (Червоноград)                                                                                           |
| 2009         | «Карпати» (Кам'янка-Бузька)                                                                                      | «Шахтар» (Червоноград)                                                                                           | «Галичина» (Дрогобич)                                                                                            |
| 2010         | «Нафтуся» (Східниця)                                                                                             | ФК «Самбір» | «Кар'єр» (Торчиновичі)                                                                                           |
| 2011         | ФК «Куликів» | «Карпати» (Кам'янка-Бузька)                                                                                      | ФК «Самбір» |
| 2012         | «Рух» (Винники)                                                                                                  | «Карпати» (Кам'янка-Бузька)                                                                                      | ФК «Куликів» |
| 2013         | «Рух» (Винники)                                                                                                  | ФК «Миколаїв» | «Гірник» (Соснівка)                                                                                              |
| 2014         | «Рух» (Винники)                                                                                                  | «Гірник» (Соснівка)                                                                                              | ФК «Миколаїв» |
| 2015         | «Рух» (Винники)                                                                                                  | СКК «Демня» | «Бори» Бориничі-Ходорів                                                                                          |
| 2016         | СКК «Демня» | «Гірник» (Соснівка)                                                                                              | «Кар'єр» (Торчиновичі)                                                                                           |
| 2017         | ФК «Миколаїв» | «Рочин» (Соснівка)                                                                                               | СКК «Демня» |
| 2018         | «Юність» (Верхня Білка)                                                                                          | СКК «Демня» | ФК «Миколаїв» |
| 2019         | «Юність» (Верхня/Нижня Білка)                                                                                    | ФК «Миколаїв» | СКК «Демня» |
| 2020         | «Юність» (Верхня/Нижня Білка)                                                                                    | ФК «Миколаїв» | «Корміл» (Давидів)                                                                                               |
| 2021         | «Юність» (Верхня/Нижня Білка)                                                                                    | ФК «Миколаїв» | «Фенікс» (Підмонастир)                                                                                           |
| 2022         | «Юність» (Верхня/Нижня Білка)                                                                                    | «Фенікс» (Підмонастир)                                                                                           | «Темп» (Відники/Зубра)                                                                                           |
| 2023         | «Юність» Верхня Білка/Куликів                                                                                    | ФК «Миколаїв» | «Фенікс» (Підмонастир)                                                                                           |
| 2024         | ФК «Миколаїв» | ФК «П'ятничани»                                                                                                  | ФСК «Гірник» Новояворівськ                                                                                       |
| 2025         | | | |

1. ↑  Михалюк Ю., Назаркевич Ю., Пастернак Я., Яремко І., Марухняк Й. «Карпати» Львів. Футбол-92/93. Довідник-календар. — Львів, 1992. — с. 72
2. 1 2 3 4 5 6 7 8  Чемпіонат Львівщини: сезони 1993-1999. ffl.org.ua
3. ↑  Трайтурак, Роман; Дем'янчук, Олександр (17 грудня 2012). Підсумки обласних чемпіонатів 2012. Захід. UA-Футбол. Архів оригіналу за 17 грудня 2012. Процитовано 17 грудня 2012.
4. ↑  Дем'янчук, Олександр (30 грудня 2016). Підсумки обласних чемпіонатів України 2016. Захід. UA-Футбол. Архів оригіналу за 8 травня 2017. Процитовано 8 травня 2017.